# ヴィルヘルム・レキシス

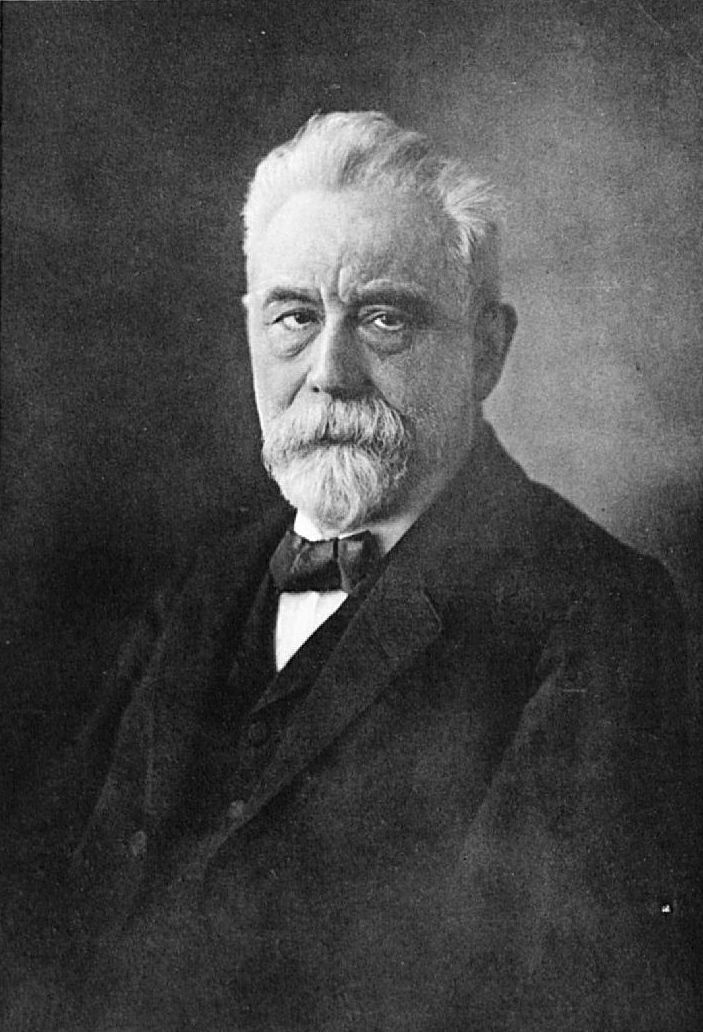
ヴィルヘルム・レキシス

ヴィルヘルム・レキシス（Wilhelm Lexis, 1837年7月17日－1914年8月24日）ドイツの経済学者・統計学者。

## 人物
エシュヴァイラーで医者の家庭に生まれる。ハイデルベルク大学で物理学を学び、またロベルト・ブンゼンのアシスタントとなる。その後、ギムナジウムの教師、司書、ジャーナリストとして働く。
1872年にシュトラースブルク大学、1874年にドルパート大学、1876年にフライブルク大学、1884年にブレスラウ大学、1887年からはゲッティンゲン大学と教授職を歴任する。
統計事象の安定性と死亡統計との分析を研究して、「正常寿命」の発見と生命表の作製技術の改良に寄与した。人口分析の手法として「レキシス図」がある。

## 主著
- "Zur Teorie der Massenerscheinungen in der menschlichen Gesellschaft"（1877年）

『自然科学と社会科学・人間社会における大量現象の理論に就て』（栗田書店）